# Mihintalekanda
Mihintalekanda är ett berg i Sri Lanka.   Det ligger i provinsen Norra Centralprovinsen, i den centrala delen av landet, 170 km norr om huvudstaden Colombo. Toppen på Mihintalekanda är 167 meter över havet.
Terrängen runt Mihintalekanda är huvudsakligen platt. Runt Mihintalekanda är det ganska tätbefolkat, med 124 invånare per kvadratkilometer. Närmaste större samhälle är Anuradhapura, 11,2 km väster om Mihintalekanda. Omgivningarna runt Mihintalekanda är en mosaik av jordbruksmark och naturlig växtlighet.